# Éloyse Lesueur
Éloyse Lesueur (Créteil, Francia, 15 de julio de 1988) es una atleta francesa, especialista en la prueba de salto de longitud en la que llegó a ser campeona europea en 2014.

## Carrera deportiva
En el Campeonato Europeo de Atletismo de 2014 ganó la medalla de oro en el salto de longitud, con un salto de 6.85 metros, superando a la serbia Ivana Španović (plata con 6.81 m) y a la rusa Darya Klishina (bronce con 6.65 metros).